# Felsőköves

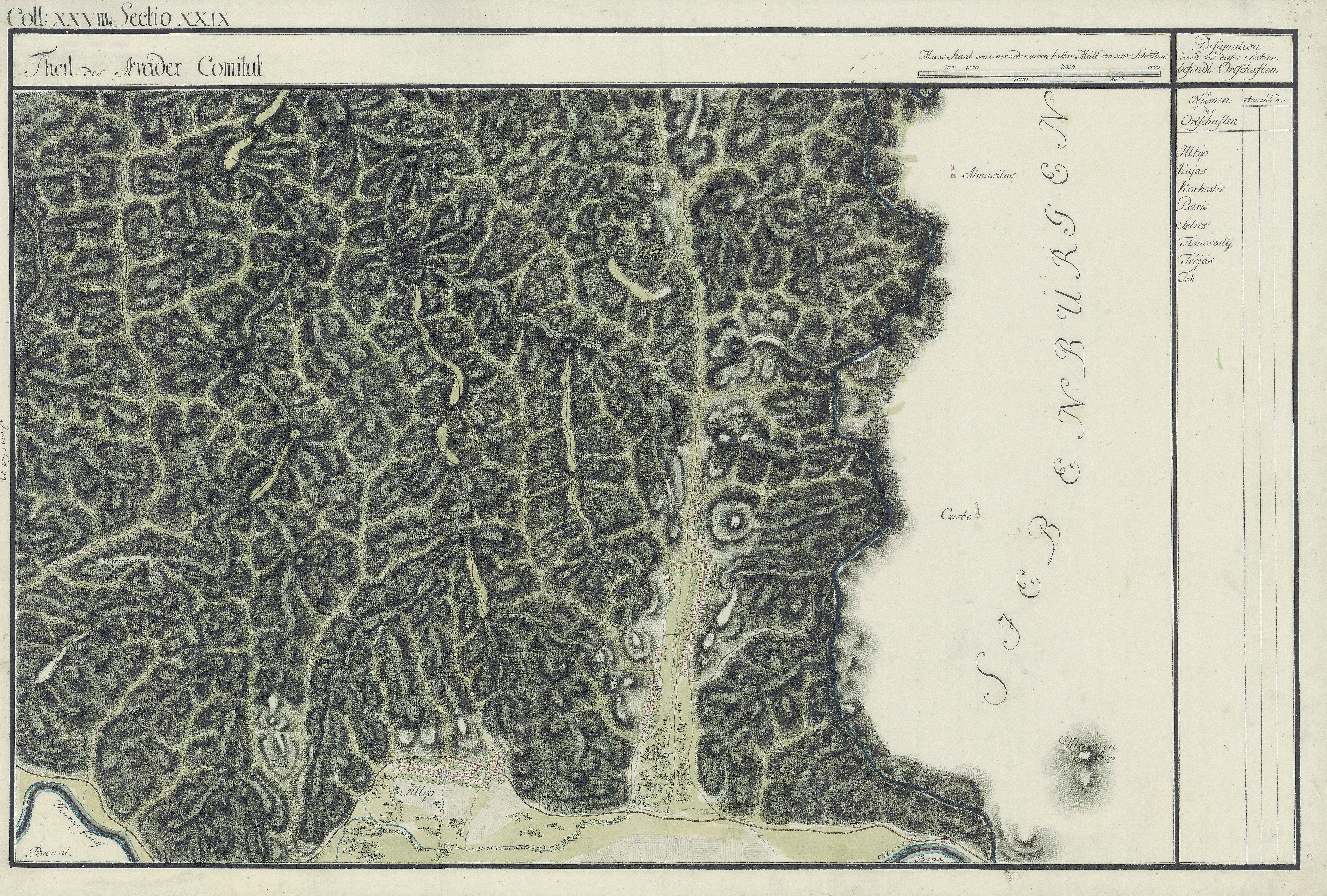
Felsőköves, Köves egy régi térképen

Felsőköves (Cuiaș) település Romániában, a Partiumban, Arad megyében.

## Fekvése
Soborsintól délkeletre, Soborsin és Iltő közt, a Maros jobbpartján fekvő település.

## Története
Felsőköves, Kövesd nevét 1477-ben említette először oklevél Felsewkewesd néven, mint Solymosvár 49. tartozékát. 1479-ben Kyskewesd néven említették, ekkor már Váradja várhoz tartozott, annak 3. tartozékaként volt említve. 1479-ben Kewes, 1808-ban Kujas, 1888-ban Kujás, 1913-ban Felsőköves néven írták.
1910-ben 208 lakosából 206 román, 2 magyar volt. Ebből 206 görögkeleti ortodox volt.
A trianoni békeszerződés előtt Arad vármegye Máriaradnai járásához tartozott.